# 식자재

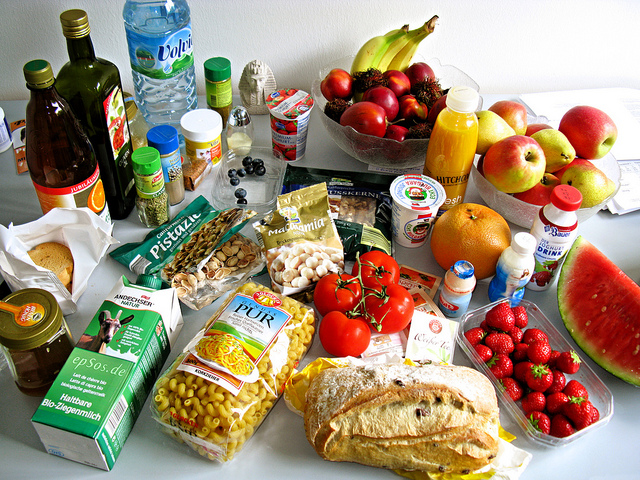
식자재

식자재(食資材)는 음식을 만드는 데에 쓰는 재료이다. 사람이 먹을 수 있는 재료를 식료(食料)로, 주 식품 이외에 육류, 어패류, 채소류, 과일류 등 음식의 재료가 되는 물품을 식료품(食料品), 식용품(食用品), 식용물(食用物)로 부르기도 한다.